# Вртешка Летећи слон Дамбо
Летећи слон Дамбо је вртешка у ваздуху, и налази се у Земљи фантазије у шест Дизни паркова широм света. Заснован је на филму Дамбо из 1941. године. Оригинална атракција је отворена у Дизниленду 16. августа 1955. Четири друге верзије атракције биле су атракције на дан отварања у осталим парковима. То је једина атракција која се може наћи у свих шест Дизнијевих паркова замка широм света.
Један слон из вожње налази се у колекцији Смитсоновског Националног музеја америчке историје  у Вашингтону, поклоњен 2005. године, поводом 50. годишњице Дизниленда.

## Атракција
Засновано на лику из анимираног филма из 1941. године, сваки од 16 возила за вожњу подсећа на Дамбоа; монтирани су на зглобне арматуре повезане са ротирајућом главчином. Путници се возе у "возилима Дамбо" и могу да маневришу горе-доле помоћу џојстика који управља хидрауличним рамом. Сама вожња се обавља у супротном смеру казаљке на сату константном брзином.
Фигура Тимотија Миша, коме тренутно глас даје Крис Еџерли, је на врху централног чворишта. Првобитно у Дизниленду и Магичном краљевству, фигура је држала бич за тренинг и стајала на диско кугли. Са изузетком Токијског Дизниленда, тренутно стоји на балону на врући ваздух и држи „магично перо“. Почевши од 2012. године, у Магичном царству, Тимоти се тренутно врти са својим магичним пером на врху шатора атракције.
Сваки од паркова, са изузетком Дизниленда у Паризу, има додатно Дамбо возило које се налази изван атракције да би га гости користили за фотографисање. Фото-спот у Дизниленду у Токију се разликује; лик је приказан у својој редовној одећи из оригиналног филма, са ружичастим ћебетом и Тимотијем Мишом у шеширу.
Сви карусели Дамбо, са изузетком новијег Дамбоа у Свету Волта Дизнија (који је додат проширењем Земље фантазије), окрећу се у смеру супротном од казаљке на сату. Новији Дамбо у Свету Волта Дизнија се окреће у смеру казаљке на сату.

## Историја

### Дизниленд
Првобитни дизајн атракције имао је 10 возила за вожњу која су била намењена да представљају не „једног и јединог“ Дамба, већ сцену „ружичастих слонова“ изазвану алкохолом из филма. Инсталацију у Дизниленду произвела је компанија Arrow Development.
Вожња је требало да буде једна од атракција Дизниленда на дан отварања, али је уместо тога отворена месец дана након свечаног отварања парка, због кварова прототипова. Прве две године, чворишту оригиналне Дамбо вожње недостајала је лопта са фигуром Тимотија Миша. Такође, оригинални Дамбо има зглобне уши које су требале да лепршају, али нису успеле због бројних механичких проблема. Дакле, уши су остале непомичне све до негде између 1963. и 1964. године. Нова возила су такође имала очи са великим црним зеницама уместо малих црних зеница са плавим шареницама. То је трајало до 1998. године, када је враћен на претходни дизајн плаве шаренице.
Током своје посете Дизниленду 1957. године, бивши председник Сједињених Држава Хари С. Труман љубазно је одбио вожњу на летећем слону Дамбо, јер је слон био републикански симбол.
Током 1970-их, планирано је да се атракција прошири  али је отказана. Атракција је још једном ажурирана око априла 1978. године, при чему је центар вожње имао благи редизајн, а боја одеће слонова се променила у одговарајућу бледу палету од 3 боје.
Године 1983, као део великог ремоделирања Земље фантазије, вожња је премештена тамо где је некада била Стена лобања, што је омогућило да Дамбова оригинална локација буде пречица до Пограничног подручја. Потпуно је обновљена, иако је још коришћено десет слонова, а Тимоти је и даље држао бич. 
Године 1990, атракција је ажурирана са 16 возила у дугиним бојама (и Тимотијевим магичним пером) првобитно намењених за инсталацију у Дизниленду у Паризу, након инцидента током којег се сломила потпора носача. Одећа слонова се такође по трећи пут променила у пуну палету дугиних 8 боја.
Током конвенције Disneyana 1992, једно од оригиналних возила за вожњу продато је за 16.000 долара. Као и друге преостале атракције из 1955. године, један од слонова је обојен златном бојом у част 50. годишњице парка 2005. године. За то исто време, Тимотијево магично перо је заменио бич.
У Дизниленду, сајамске оргуље из око 1915. године повремено пружају позадинску музику за атракцију. Овај моћни инструмент се чује више од једне миље, па се ретко свира.
У 2018. години, ред вожње је проширен и сада је прекривен новим структурама. Ред је сада потпуно доступан за инвалидска колица.

### Шангајски Дизниленд
За разлику од других Дизнијевих паркова, овај део вожње је једина верзија која није постављена у Земљи фантазије парка. Уместо тога, смештен је у Врт маште.

## Галерија
- Летећи слон Дамбо у Дизниленду у Токију
- Летећи слон Дамбо у хонгконшком Дизниленду
- Дамбо